# 台集屯镇
台集屯镇，是中华人民共和国辽宁省葫芦岛市南票区下辖的一个乡镇级行政单位。

## 行政区划
台集屯镇下辖以下地区：
台集屯村、英房子村、孟砬子村、小荒地村、大荒地村、下浑酒村、刘哈屯村、岳家屯村、田家屯村、长岭沟村、伞金沟村和景家口子村。